# Rotfüßiger Lappenrüssler

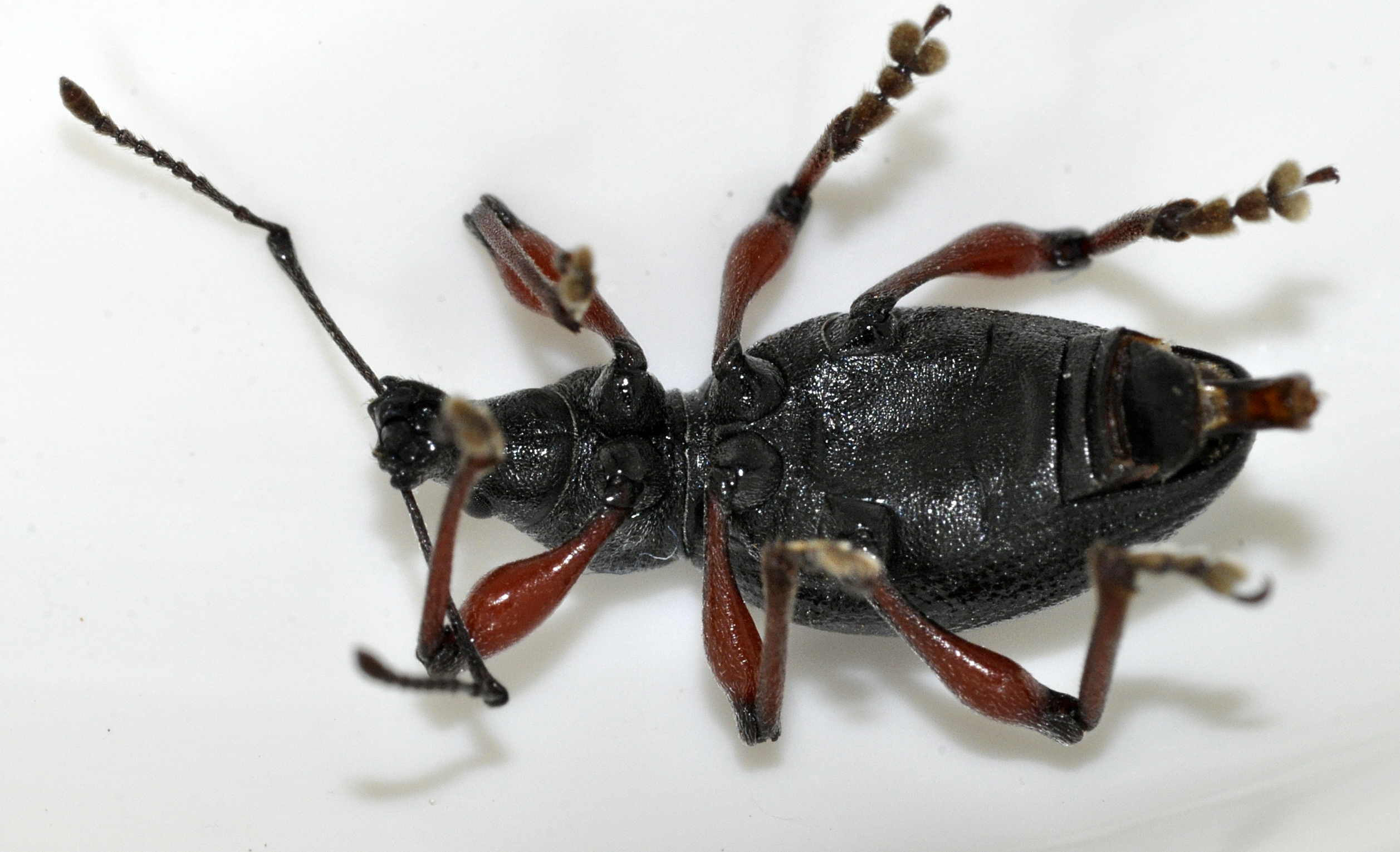
Ventralansicht

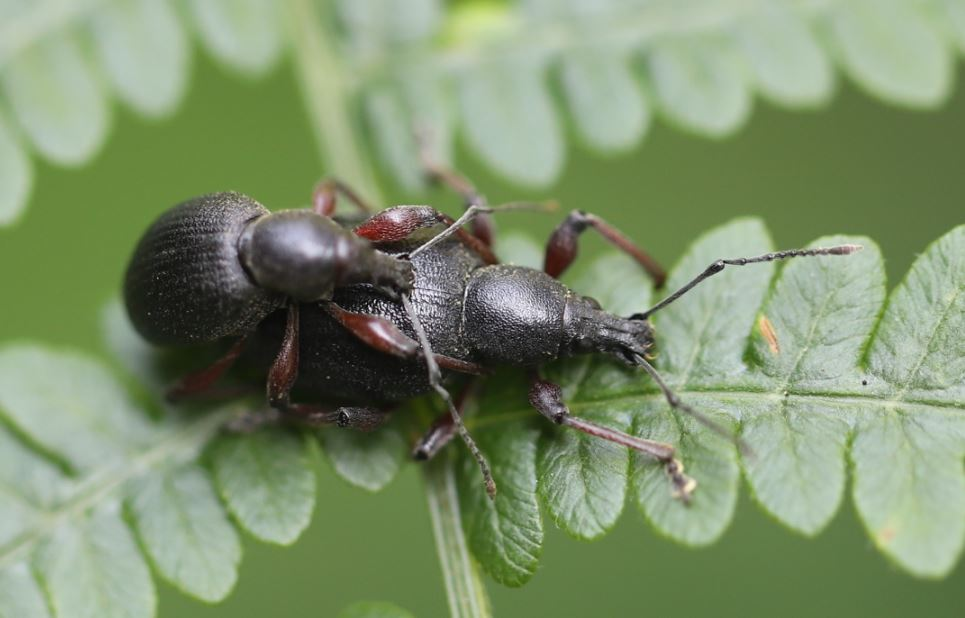
Bei der Paarung, Anfang Juli im Pfälzerwald

Der Rotfüßige Lappenrüssler (Otiorhynchus fagi) ist ein Rüsselkäfer aus der Unterfamilie Entiminae.

## Taxonomie
Die Art gehört innerhalb der Gattung Otiorhynchus zur Untergattung Otiorhynchus. Eine Revision  von Casalini & Colonnelli, 2019 führte zur Synonymisierung mehrerer Arten der Gattung Otiorhynchus.
Im Folgenden eine Liste von Synonymen von Otiorhynchus fagi nach Casalini & Colonnelli, 2019:
- Curculio tenebricosus Herbst, 1795: 333
- Curculio haematopus Schrank, 1798: 490
- Curculio fuscipes Olivier, 1807: 372
- Otiorhynchus fagi Gyllenhal, 1834: 563
- Otiorhynchus erythropus Boheman, 1842: 267
- Otiorhynchus sanguinipes Boheman, 1842: 296
- Otiorhynchus waltoni Smith, 1869: 136
- Otiorhynchus fuscipes forma heynei Voss, 1919: 405

Es gibt noch eine weitere Käferart, die in der Vergangenheit als Otiorhynchus tenebricosus bekannt war. Diese Art geht auf das Basionym Curculio tenebricosus Herbst, 1784 zurück und wurde später mit Liparus tenebriodes Olivier, 1807 synonymisiert.

## Merkmale
Die 10–13 mm langen Rüsselkäfer besitzen einen schwarzen Körper. Die Beine sind bräunlichrot bis schwarz gefärbt. Die mittleren Glieder der Fühlergeißel sind wenig gestreckt und weniger als 1,5 mal so lang wie breit. Für die Männchen gilt: Sie sind schmäler und weisen kräftigere Punktstreifen auf. Das Analsternit ist fein längsgerieft, hinten nicht grübchenartig vertieft, sein Hinterrand ist ohne einen aufstehenden gelben Haarsaum. Die Weibchen sind bauchig und weisen meistens feinere Punktstreifen auf.

## Verbreitung
Das Vorkommen von Otiorhynchus fagi reicht von Siebenbürgen über die Gebirge von Mitteleuropa bis nach Zentralfrankreich. In Mitteleuropa tritt die Art montan bis submontan auf. Die Käfer beobachtet man in den Alpen und in den meisten Mittelgebirgen besonders häufig an Fichten. Ferner gibt es im Nordwesten eine Population im Flachland, die vermutlich mit Forstpflanzen dorthin verschleppt wurde. Die Art wurde in Nordamerika eingeschleppt.